# Zamek Herálec
Zamek Herálec (cz. Zámek Herálec) – zamek w Herálcu w kraju Wysoczyna (Czechy), w którym mieści się pięciogwiazdkowy hotel Chateau Herálec.

## Historia

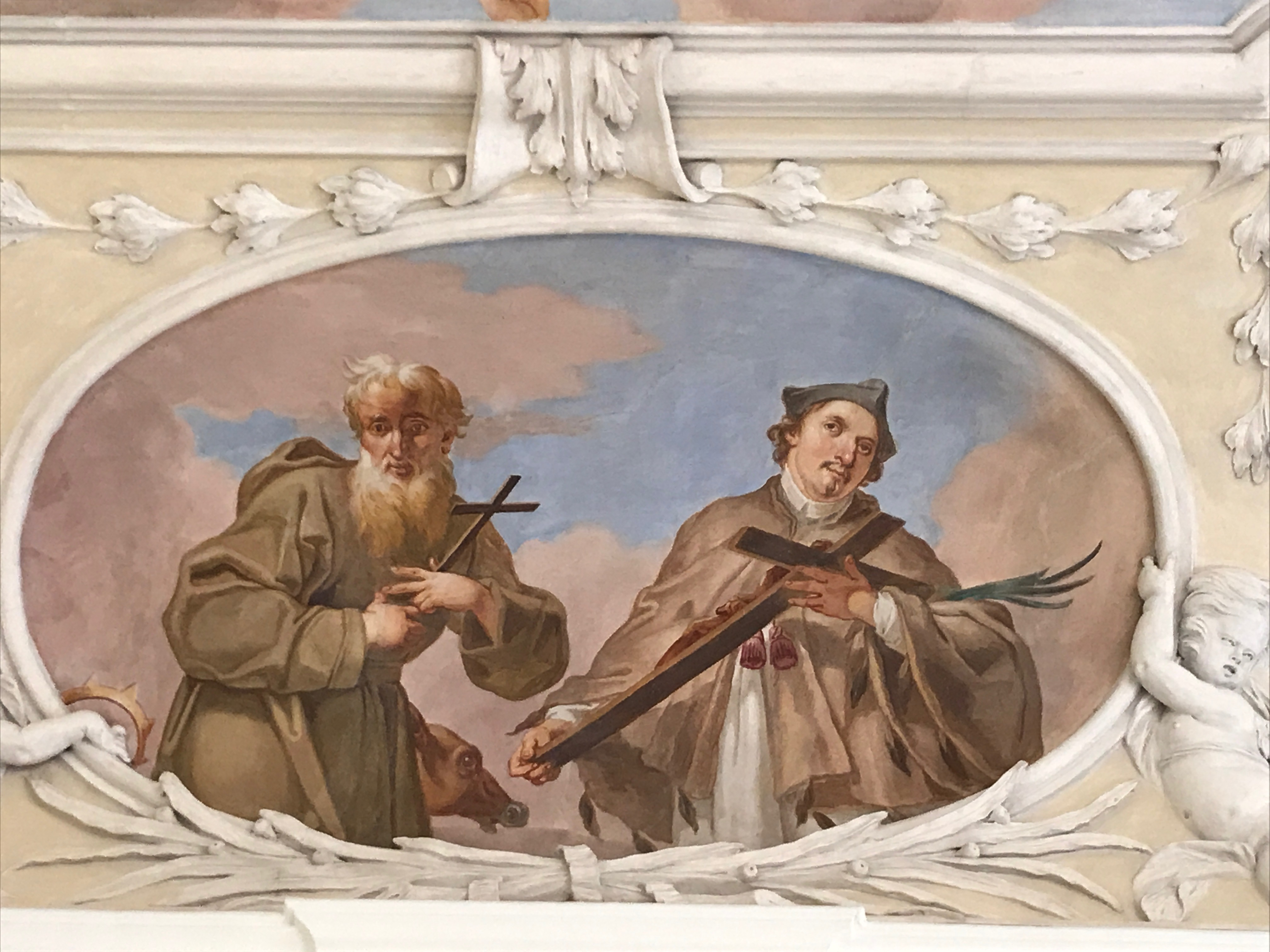
Fragment fresku na suficie kaplicy św. Anny, najprawdopodobniej autorstwa Siarda Nosecký'ego z około 1750 roku przedstawiający św. Jana Nepomucena

Prawdopodobnie zamek powstał w połowie XII wieku, być może został zbudowany przez zakon krzyżacki. Najstarsze fragmenty murów są datowane na XIII stulecie. Herálec po raz pierwszy wzmiankowany jest w bulli papieża Honoriusza III z 1226 jako własność klasztoru Cystersów w Sedlcu.
Po wojnach husyckich przeszedł na własność rodziny Trčka z Lípy. W 1559 roku został rozbudowany na potrzeby rezydencji rodziny Trčka z Lipy. W 1601 roku ostatni dziedzic rodziny, Kryštof Jaroslav Trčka z Lípy, sprzedał zamek Kryštofowi Karelowi z Roupova, który przebudował go w dwukondygnacyjną posiadłość z trzema okrągłymi wieżami. Kolejnymi właścicielami w latach 1623–1708 była rodzina książęca Solms, wtedy też zamek spłonął doszczętnie. Po odbudowie stracił swój renesansowy charakter. W 1708 roku obiekt został zakupiony przez Michała Acháca von Kirchnera, który zbudował kaplicę zamkową. Możliwe, że fresk zdobiący sufit kaplicy został namalowany na jego zlecenie przez Siarda Nosecký’ego około 1750 roku. W kolejnych latach obiekt zmieniał właścicieli, aż do 1817 roku kiedy został nabyty przez Teresę Trautmannsdorf, której syn Jan Nepomuk, przebudował rezydencję w stylu neogotyckim po 1838 roku. W 1861 roku Bedřich Wachsmann przebudował po raz kolejny zamek, tak aby uwypuklić cechy gotyckie obiektu.
W 1945 roku obiekt został skonfiskowany i utworzono w nim szkołę polityczną, sześć lat później szkołę włókienniczą i ostatecznie po 1958 roku budynek został przekazany na szkołę specjalną z internatem. Po okresie ČSSR zamek był całkowicie zdewastowany. Od 2004 roku obiekt znajduje się w rękach prywatnych, w latach 2009-2011 przeszedł wraz z parkiem remont kapitalny i został przekształcony w pięciogwiazdkowy hotel pod nazwą Boutique Hotel & Club Resort Chateau Herálec.

## Hotel
W hotelu znajduje się dziesięć pokoi dwuosobowych i dziewięć apartamentów, centrum odnowy biologicznej i centrum sportowe z basenem, centrum fitness z saunami oraz sale konferencyjne i wykładowe. Hotelowa restauracja Honoria oferuje dania inspirowane tradycyjną kuchnią czeską. Na drugim piętrze znajduje się konsekrowana kaplica św. Anny z 1708 roku, w której odbywają się chrzty i śluby.